# Paul Coussa
Paul Coussa (* 9. September 1917 in Aleppo, Syrien; † 7. Juli 2012) war Erzbischof von Bagdad.

## Leben
Paul Coussa empfing am 17. April 1941 die Priesterweihe.
Papst Paul VI. ernannte ihn am 26. August 1969 zum Weihbischof in Antiochia und Titularbischof von Colonia in Armenia. Der Patriarch von Kilikien, Iknadios Bedros XVI. Batanian, spendete ihm am 21. Dezember desselben Jahres die Bischofsweihe; Mitkonsekratoren waren Georges Layek, Erzbischof von Aleppo, und Joseph Gennangi, Bischof von Kamichlié.
Papst Johannes Paul II. ernannte ihn am 27. Juni 1983 zum Erzbischof von Bagdad der mit der römisch-katholischen Kirche unierten armenisch-katholischen Kirche. Am 13. Oktober 2001 nahm Papst Johannes Paul II. seinen altersbedingten Rücktritt an.